# 반월중앙동
반월중앙동(半月中央洞)은 대한민국 경상남도 창원시 마산합포구에 있는 행정동이다.

## 개요
마산합포구 구청으로부터 서쪽 1.6km 지점에 위치한다. 예전 합포현의 지역으로서, 조선 태종때 창원군으로 편입되었고, 1910년 마산부제의 실시에 따라 마산부 외서면에 편입되고, 1914년 행정구역 통합에 의해 신월리 일부를 갈라서 일제식으로 선정(扇町)이라 하였다가 1947년 일제식 동명변경에 의해 반월동으로 고쳤으며, 1958년 시조례에 의하여 반월동, 신월동, 월포동, 대성동 1가, 장군동 1가, 중앙동 1,2가 일부를 합하여 반월동회로 되었다. 가로는 격자상으로 일제시대에 건설된 주택지로서, 과거 신마산역이 있던 곳이기도 하다.
현재 마산해양신도시가 건설중이다.

## 연혁
- 조선 태종 때 창원부에 편입
- 1910년 마산부제 실시에 따라 마산부 서면에 편입
- 1958년 8월 15일 동의 명칭 및 구역확정[2]
- 1990년 7월 1일 마산시 합포구 중앙동으로 변경[3]
- 2001년 1월 1일 마산시 중앙동으로 변경[4]
- 2010년 7월 1일 창원시 마산합포구로 변경
- 2017년 1월 1일 반월동, 중앙동으로 합동

## 법정동
- 반월동(半月洞)
- 신월동(新月洞)
- 월포동(月浦洞)
- 대성동1가(大成洞)
- 대성동2가
- 장군동1가(將軍洞)
- 장군동2가
- 장군동3가
- 중앙동1가(中央洞)
- 중앙동2가
- 중앙동3가
- 신흥동(新興洞)
- 완월동(玩月洞)

## 교육
- 해운초등학교
- 월영초등학교
- 마산중앙고등학교
- 성지여자고등학교
- 마산고등학교
- 경남대학교

## 교통

### 도로

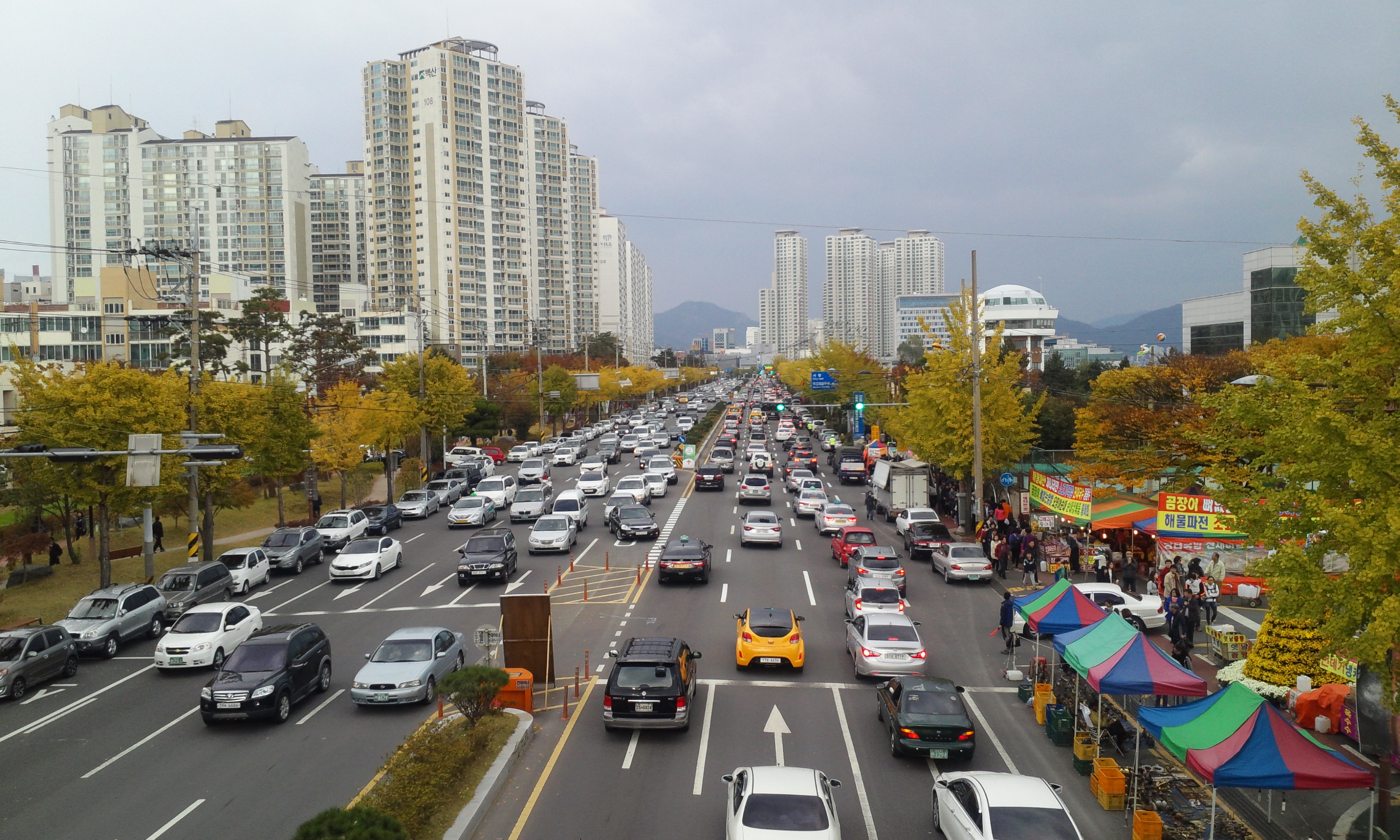
2014년 11월 해안대로

- 해안대로